# HD 156846
HD 156846 ist ein Gelber Zwerg im Sternbild Ophiuchus. Er besitzt eine scheinbare Helligkeit von 6,5 mag.
Im Jahre 2007 entdeckte Omer Tamuz mithilfe der Radialgeschwindigkeitsmethode einen substellaren Begleiter, der diesen Stern umrundet und die systematische Bezeichnung HD 156846 b trägt. Die Umlaufperiode des Begleiters beträgt rund 360 Tage und seine große Halbachse misst ca. eine Astronomische Einheit, allerdings mit einer Unsicherheit zwischen 0,15 und 1,83 AE. Da auch die Bahnneigung des Objekts zum Zentralstern nicht bekannt ist, kann man daher lediglich seine Mindestmasse abschätzen. Diese liegt bei 10,5 Jupitermassen. Da dies nur für den (unwahrscheinlichen) Fall exakt übereinstimmt, wenn wir direkt auf die Polebene des Systems blicken würden, dürfte die wahre Masse des Objektes deutlich höher liegen, somit dürfte es sich vermutlich um einen Braunen Zwerg handeln, es bleibt aber noch immer die Möglichkeit eines Exoplaneten offen. Falls die tatsächliche große Halbachse von HD 156846 b eher im äußeren Bereich der oben genannten Unsicherheitszone liegt, so befände sich das Objekt sogar mit einiger Sicherheit in der habitablen Zone seines Zentralsterns. 